# Cercopithecus roloway
Cercopithecus roloway är en primat i släktet markattor som förekommer i västra Afrika. Population listades en längre tid som underart till Dianaapa (Cercopithecus diana) och sedan början av 2000-talet godkänns den som art.

## Utseende
Denna primat har ungefär samma utseende och storlek som Dianaapan. Pälsen på ryggen är främst grå med undantag av övre stjärten som är orangebrun. På extremiteternas utsida är pälsen svartgrå och på yttre låren finns en ljus strimma. Delar av de inre låren har en röd färg. Kransen av långa hår på hjässan är tydligare än hos Dianaapan och den har en beige färg. Dessutom är det vita skägget hos Cercopithecus roloway längre. Undersidan är huvudsakligen täckt av vit päls. Den långa svansen har ungefär samma färg som extremiteternas utsida. Hos Cercopithecus roloway är hannarna betydlig större än honor.

## Utbredning
Arten förekommer vid Guineabukten i södra Ghana och Elfenbenskusten. Kanske hittas arten även i Burkina Faso. Habitatet utgörs av fuktiga tropiska skogar i låglandet och av galleriskogar. Cercopithecus roloway har viss förmåga att anpassa sig till skogsbruk.

## Ekologi
Denna markatta vistas nästan hela tiden i träd. Den bildar flockar med 6 till 22 medlemmar som består av en alfahanne, några honor och deras ungar. Arten har ett komplext socialt beteende med ömsesidig pälsvård samt olika läten och kroppsspråk för kommunikationen. Under den torra tiden äts främst frukter och frön. Arten byter till insekter och blad under regntiden.
Fortplantningssättet är i princip okänt men det antas vara lika som hos Dianaapa. Den äldsta individen i fångenskap blev 31 år gammal.
Cercopithecus roloway faller ibland offer för leoparden och för större rovlevande fåglar. Pälsfärgen utgör inget kamouflage och därför måste markattan vara på alerten. Flockens medlemmar varnar varandra med skrik.

## Status
Beståndet hotas av skogsavverkningar samt av jakt för köttets och för hudens skull. För att skydda arten upptogs den i appendix I av CITES. Dessutom inrättades några naturskyddsområden. IUCN befarar att populationen minskade med 50 procent (eller upp till 80 procent) under de gångna 30 åren (räknad från 2008) och listar Cercopithecus roloway som akut hotad (CR).